# Spanakopita

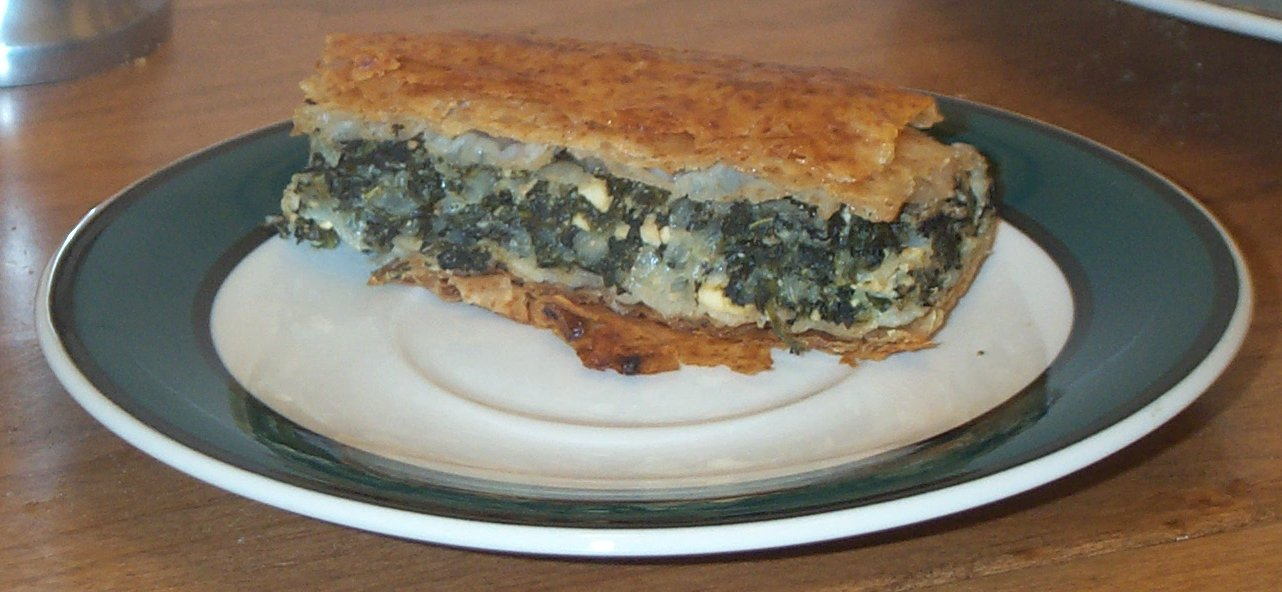
Spanakopita

Spanakopita ist ein klassisches Gericht der griechischen Küche, im Wesentlichen auf der Grundlage von Filoteig und Blattspinat. Es ähnelt damit dem türkischen Spinatbörek oder dem deutsch-österreichischen Spinatstrudel, wobei sich jeweils Unterschiede in der Rezeptur der Füllung und des Teiges ergeben.